# Grote bruine valk
De grote bruine valk (Falco berigora), ook bekend onder de naam haviksvalk, is een middelgrote valk uit het Australaziatisch gebied. De soortaanduiding berigora is afgeleid van de naam die de Aborigines aan de vogel gaven.

## Kenmerken
De grote bruine valk heeft een lengte van 41 tot 51 cm en een spanwijdte van 88 tot 115 cm. Net zoals bij veel andere valkensoorten is het vrouwtje groter dan het mannetje (seksuele dimorfie). Het verenkleed komt in een aantal vormen voor tussen roodbruin en donkerbruin, waarbij echter geen onderscheid naar geslacht valt te maken. De snavel en de poten zijn bij alle vogels blauwgrijs. De soort maakt opvallend veel geluid. Hun luide en schorre kreten doen denken aan het geluid van papegaaien.

## Leefwijze
De soort wordt vaak waargenomen terwijl hij op de uitkijk zit op hekken, elektriciteitsmasten of dode bomen. Van daaruit jaagt hij op een veelheid aan prooien, zoals kleine zoogdieren, vogels, reptielen en insecten, die hij op de grond vangt. De grote bruine valk heeft echter een uitgebreider jachtrepertoire. Zo vangt hij ook voedsel door snel en laag over de grond te vliegen, of door reptielen en insecten te voet op te jagen. De soort staat er ook om bekend prooi van andere roofvogels af te pakken (kleptoparasitisme) en nesten leeg te roven. Ten slotte volgt de vogel natuurbranden en landbouwwerktuigen om vluchtende dieren te grijpen. De soort komt meestal alleen of in paren voor, maar als er veel voedsel voorhanden is, bijvoorbeeld een sprinkhanenzwerm, worden groepen van wel 50 vogels gevormd.

## Voortplanting
Zijn eieren legt de grote bruine valk in een oude nest van een andere roofvogel of kraaiachtige. Het legsel bestaat uit 2 tot 3 eieren, die in 33 dagen worden uitgebroed. Na 36 tot 42 dagen vliegen de jongen uit.

## Verspreiding en leefgebied
De grote bruine valk komt voor in heel Australië, waar hij samen met de Australische torenvalk de meest voorkomende roofvogel is. De soort is daarnaast te vinden op Nieuw-Guinea. De habitat van de grote bruine valk bestaat uit open terrein, zoals grasland, landbouwgrond en savanne.
Er worden twee ondersoorten onderscheiden:
- F. b. novaeguineae (AB Meyer, 1849): Nieuw-Guinea.
- F. b. berigora Vigors & Horsfield, 1827: Australië (incl. Tasmanië).

## Afbeeldingen

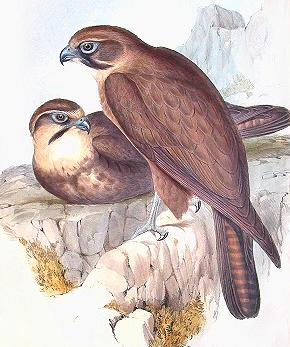
Illustratie van John Gould
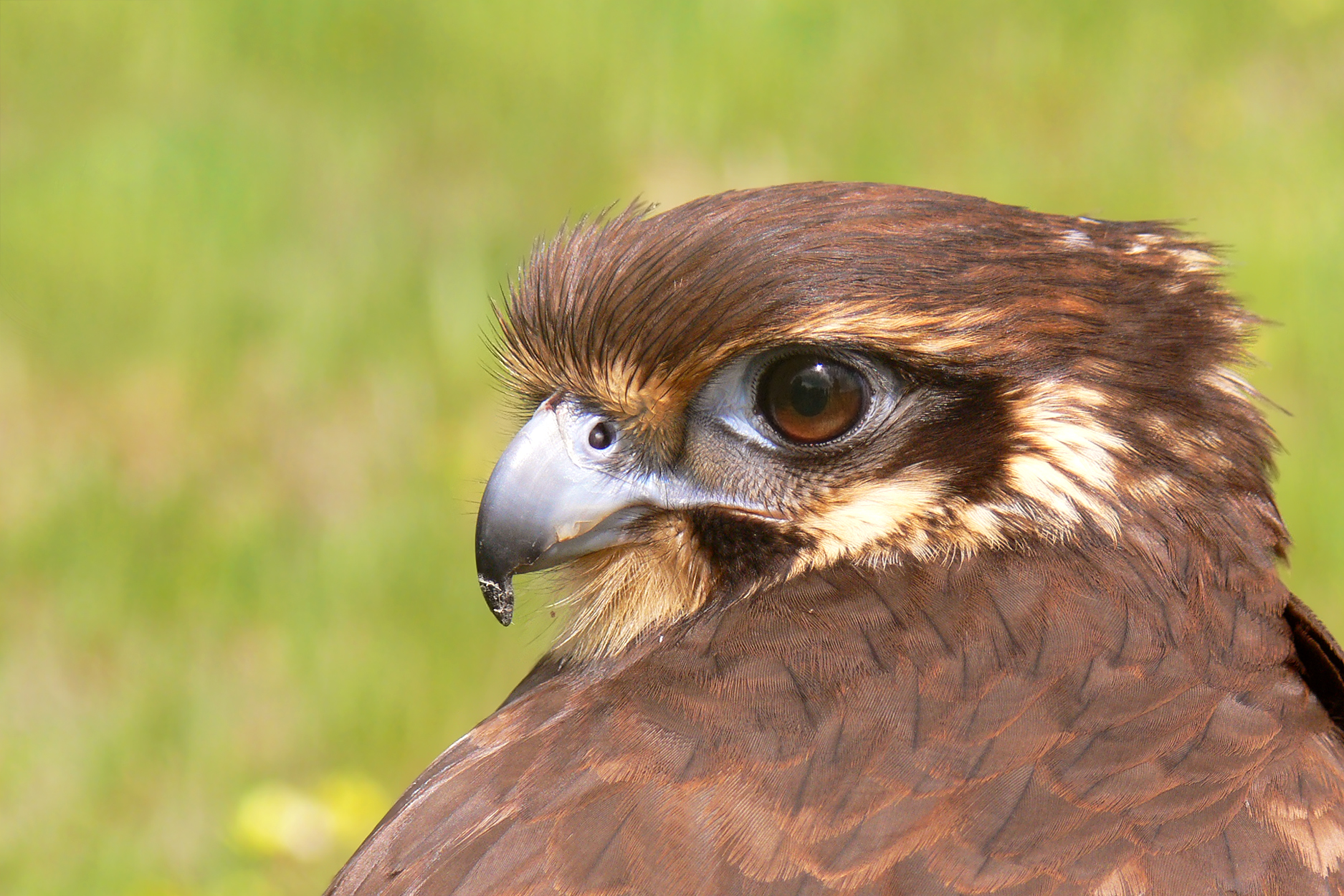
close-up van de kop
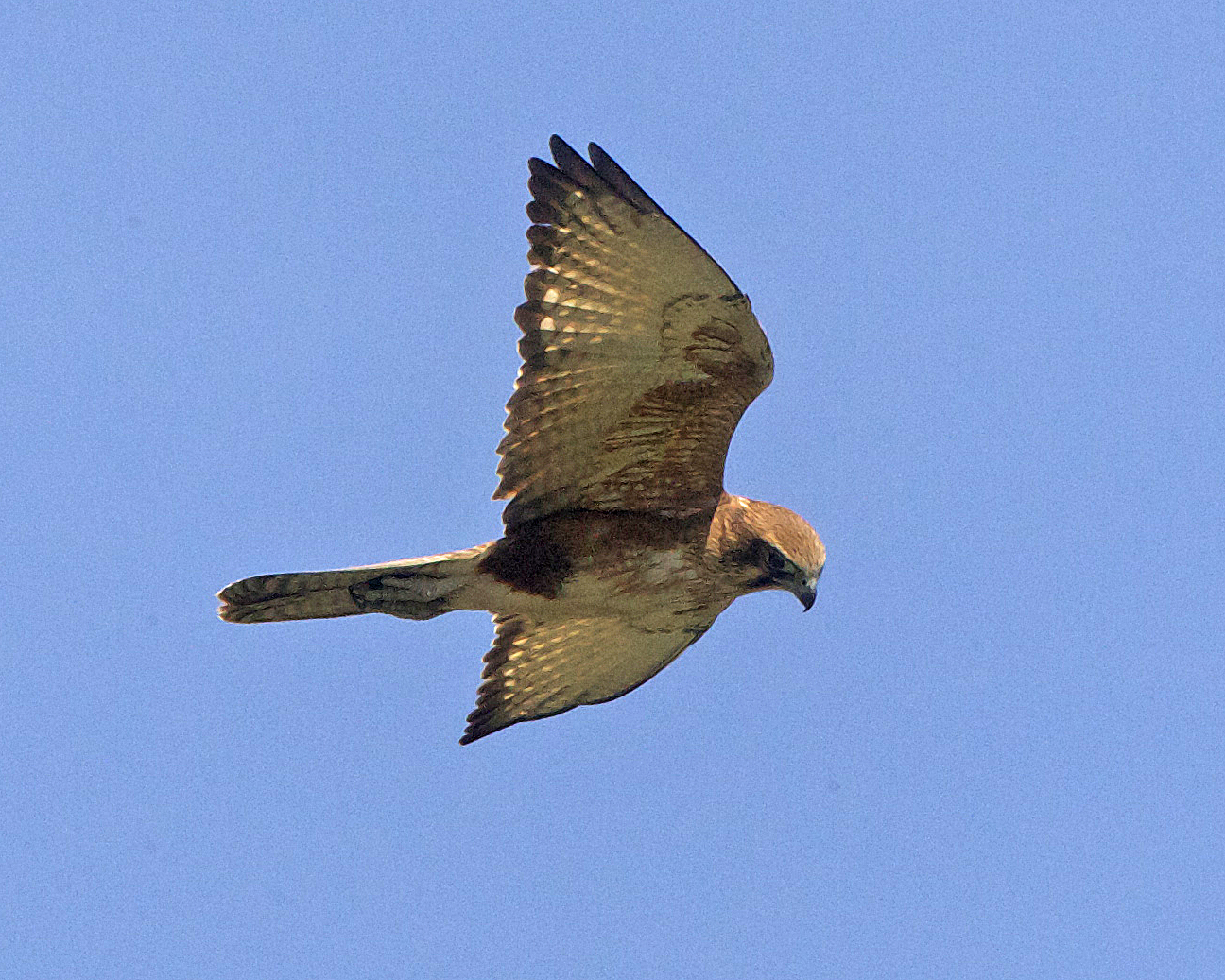
tijdens de vlucht